# Apeadero de Almancil
Nota: No confundir con el Apeadero de Almancil - Nexe, que está cerrado.
El Apeadero de Almancil, originalmente denominado Apeadero de Vale Formoso, es una plataforma ferroviaria de la Línea del Algarve, que sirve a la localidad de Almancil, en el ayuntamiento de Loulé, en Portugal.

## Historia
Este apeadero se encuentra en el tramo entre Amoreiras-Odemira y Faro, que fue inaugurado el 1 de julio de 1889.